# Котула, Анджей
Анджей Котула (пол. Andrzej Kotula; 10 февраля 1822, Австрийская империя — 10 октября 1891, Цешин) — польский юрист и активист из Цешинской Силезии.
Он был сыном Юзефа, крестьянина. Котула окончил гимназию в Цешине и философскую школу в Братиславе. В 1848 году он окончил юридический факультет Венского университета. В том же году Котула участвовал в Славянском конгрессе в Праге.
Позже он работал клерком в Венгрии и нотариусом во Фриштадте. В 1867 Котула вернулся в Цешин, где он работал в нотариальной конторе до самой смерти. Он сотрудничал с журналами Tygodnik Cieszyński и Gwiazdka Cieszyńska. Котула интересовался ботаникой — он собирал растения, грибы, жуков и бабочек.
Он был секретарем «Czytelnia Ludowa», членом ряда организаций и одним из основателей «Macierz Szkolna Księstwa Cieszyńskiego». Котула писал стихи, сказки и баллады.
Его сыновья — ботаник Болеслав, инженер Анджей и книготорговец и издатель Ежи.